# Vůz BRm830 ČD
Vozy BRm830, číslované v intervalu 51 54 85-40, byly řadou osobních vozů z vozového parku Českých drah. Pět těchto vozů vzniklo modernizací vozů řady BRcm831 v ŽOS České Velenice, zbylý jeden vůz byl administrativně přeřazen, ač zůstal nemodernizován.

## Technické informace
Byly to neklimatizované typu UIC-Z o délce 26 400 mm. Vozy měly podvozky GP 200 S 25 vybavené kotoučovými brzdami. Jejich nejvyšší povolená rychlost byla 140 km/h.
Vnější nástupní dveře těchto vozů byly předsuvné, ovládané pákou. Přechodové mezivozové byly manuálně posuvné do strany. Vozy měly polospouštěcí okna.
Vozy měly pět oddílů po šesti sedačkách, celkem tedy 30 míst. Mimo to ještě disponovaly dalšími 24 místy k sezení v barové části.
Nátěr byl přes okna červený a zbytek bílý.

## Vznik řady
Vozy vznikly modernizací pěti starších vozů BRcm831 v roce 1994 v ŽOS České Velenice. Při modernizaci byly lehátka vyměněny za sedačky, byly vyměněny podlahové krytiny a zavazdlové police a doplněn vlakový rozhlas. Zajímavostí je, že vůz č. 004 přešel pod řadu BRm830 pouze administrativně, k jeho úpravě nedošlo, ale tento vůz ani do provozu nezasahoval.

## Modernizace
V září 2008 bylo vypsáno výběrové řízení na modernizaci pěti vozů BRm830 a jednoho vozu BRcm831 na vozy ARmpee832, jehož vítězem se staly ŽOS Vrútky. V únoru 2009 byly k modernizaci přistaveny první čtyři vozy, všechny vozy pak byly modernizovány v letech 2009 až 2010. Ve vozech byl při modernizaci vybudován velkoprostorový oddíl první třídy, doplněn centrální zdroj energie (CZE), klimatizace, vakuové WC, zásuvky 230 V a elektronický informační a rezervační systém.

## Provoz
Vozy se vyskytovaly hlavně na různých vlacích vyšších kvalit, a to jak mezistátních (hlavně směrem na Slovensko), tak vnitrostátních.
V roce 2002 vůz BRm830 č. 001 vyhořel v Žilině a slovenskou stranou byl jako náhrada předán vůz BRcm.